# Наскаяха
Наскаяха — река в России, протекает по территории Пуровского района Ямало-Ненецкого автономного округа. Начинается в болотах на высоте 124,4 метра над уровнем моря, течёт в северо-восточном направлении через сосновую тайгу. Устье реки находится в 53 км по правому берегу реки Ечтыпур на высоте 97,2 метра над уровнем моря. Длина реки составляет 19 км.

## Данные водного реестра
По данным государственного водного реестра России относится к Нижнеобскому бассейновому округу, водохозяйственный участок реки — Пур, речной подбассейн реки — подбассейн отсутствует. Речной бассейн реки — Пур.
Код объекта в государственном водном реестре — 15040000112115300055004.